# Euroligue féminine de basket-ball 1996-1997
Navigation
1995-1996 1997-1998
L’Euroligue 1996-1997 est la 39e édition de l’Euroligue féminine, la première sous cette dénomination. Elle met aux prises les seize meilleures équipes de basket-ball du continent européen.
Le CJM Bourges remporte la compétition pour la première fois de son histoire après avoir battu le club allemand de GoldZack Wuppertal, tenant du titre, en finale.

## Équipes participantes et groupes
| Groupe A Aschaffenburg Unicar Cesena Galatasaray Pool Getafe MiZo Pécs SCP Ružomberok Valenciennes ŽKK Croatia Zagreb | Groupe B Sporting Athènes CJM Bourges BK Brno Côme Dynamo Kiev ŽKD Ježica Ljubljana Ramla GoldZack Wuppertal |

## Résultats
Les résultats des 125 matches disputés sont les suivants :

### Tour préliminaire

#### Groupe A
| Rang | Équipe                  | Pts | J  | G  | P  | Pp   | Pc   | Diff |  | Résultats (dom.\ext.)   |       |       |       |       |       |       |        |        |
| ---- | ----------------------- | --- | -- | -- | -- | ---- | ---- | ---- |  | ----------------------- | ----- | ----- | ----- | ----- | ----- | ----- | ------ | ------ |
| 1    | Pool Getafe             | 27  | 14 | 13 | 1  | 1183 | 952  | 231  |  | Pool Getafe             |       | 88-80 | 74-63 | 75-65 | 95-43 | 84-74 | 83-55  | 81-75  |
| 2    | US Valenciennes Olympic | 25  | 14 | 11 | 3  | 1108 | 992  | 116  |  | US Valenciennes Olympic | 88-86 |       | 70-58 | 82-70 | 90-62 | 80-75 | 105-63 | 87-74  |
| 3    | SCP Ružomberok          | 25  | 14 | 11 | 3  | 1093 | 955  | 138  |  | SCP Ružomberok          | 84-91 | 71-70 |       | 91-67 | 87-73 | 80-55 | 84-73  | 100-67 |
| 4    | Galatasaray Istanbul    | 21  | 14 | 7  | 7  | 945  | 963  | -18  |  | Galatasaray Istanbul    | 64-88 | 55-59 | 50-65 |       | 80-77 | 57-69 | 68-46  | 84-70  |
| 5    | MiZo Pécs               | 19  | 14 | 5  | 9  | 976  | 1076 | -100 |  | MiZo Pécs               | 54-68 | 66-62 | 79-82 | 63-73 |       | 99-98 | 88-73  | 61-55  |
| 6    | DJK Aschaffenburg       | 18  | 14 | 4  | 10 | 979  | 1017 | -38  |  | DJK Aschaffenburg       | 82-97 | 83-88 | 60-61 | 64-80 | 72-66 |       | 20-0   | 83-75  |
| 7    | Ahena Cesena            | 16* | 14 | 3  | 11 | 885  | 1063 | -178 |  | Ahena Cesena            | 59-94 | 73-76 | 64-75 | 61-74 | 83-78 | 78-74 |        | 63-72  |
| 8    | ŽKK Croatia Zagreb      | 16  | 14 | 2  | 12 | 939  | 1090 | -151 |  | ŽKK Croatia Zagreb      | 66-79 | 68-71 | 62-92 | 53-58 | 58-67 | 72-70 | 72-94  |        |

Légende : * : Ahena Cesena compte une défaite par forfait, soit 0 point et un score de 0-20, lors de son déplacement à Aschaffenburg.

#### Groupe B
| Rang | Équipe                     | Pts | J  | G  | P  | Pp   | Pc   | Diff |  | Résultats (dom.\ext.)      |       |       |       |       |       |       |        |        |
| ---- | -------------------------- | --- | -- | -- | -- | ---- | ---- | ---- |  | -------------------------- | ----- | ----- | ----- | ----- | ----- | ----- | ------ | ------ |
| 1    | CJM Bourges Basket         | 25  | 14 | 11 | 3  | 1035 | 855  | 180  |  | CJM Bourges Basket         |       | 87-58 | 79-67 | 83-59 | 79-64 | 74-47 | 76-56  | 59-42  |
| 2    | Imnos-Gambrinus Brno       | 24  | 14 | 10 | 4  | 1155 | 1119 | 36   |  | Imnos-Gambrinus Brno       | 72-70 |       | 98-97 | 89-82 | 83-88 | 91-78 | 102-82 | 94-77  |
| 3    | Societa Ginnastica Comense | 24  | 14 | 10 | 4  | 1161 | 1069 | 92   |  | Societa Ginnastica Comense | 72-78 | 96-99 |       | 76-71 | 76-72 | 92-72 | 108-83 | 78-66  |
| 4    | GoldZack Wuppertal         | 23  | 14 | 9  | 5  | 1053 | 957  | 96   |  | GoldZack Wuppertal         | 71-64 | 79-61 | 67-70 |       | 83-70 | 89-59 | 83-65  | 84-51  |
| 5    | Sporting Flash Athènes     | 21  | 14 | 7  | 7  | 1059 | 1010 | 49   |  | Sporting Flash Athènes     | 79-61 | 77-81 | 76-77 | 69-79 |       | 67-57 | 81-67  | 109-57 |
| 6    | ŽKD Ježica Ljubljana       | 17  | 14 | 3  | 11 | 919  | 1052 | -133 |  | ŽKD Ježica Ljubljana       | 52-61 | 74-87 | 58-82 | 68-69 | 72-65 |       | 83-62  | 78-68  |
| 7    | Elitzur Ramla              | 17  | 14 | 3  | 11 | 963  | 1092 | -129 |  | Elitzur Ramla              | 67-83 | 63-72 | 77-93 | 71-66 | 67-69 | 75-62 |        | 72-56  |
| 8    | Dynamo Kiev                | 17  | 14 | 3  | 11 | 868  | 1059 | -191 |  | Dynamo Kiev                | 49-81 | 69-68 | 73-77 | 61-71 | 71-73 | 70-59 | 58-56  |        |

### Quarts de finale
Les équipes s'affrontent au meilleur des trois manches. Le match aller ainsi que la belle éventuelle se jouent chez l'équipe la mieux classée lors de la saison régulière, le match retour chez l'équipe la moins bien classée.
| Équipe | Équipe                  | Score | Équipe                     | Équipe | Aller    | Retour    | Belle    |
| ------ | ----------------------- | ----- | -------------------------- | ------ | -------- | --------- | -------- |
| A1     | Pool Getafe             | 0 - 2 | GoldZack Wuppertal         | B4     | 78* - 89 | 66 - 89*  |          |
| A2     | US Valenciennes Olympic | 1 - 2 | Società Ginnastica Comense | B3     | 82* - 74 | 55 - 108* | 68* - 81 |
| B1     | CJM Bourges Basket      | 2 - 0 | Galatasaray Istanbul       | A4     | 83* - 33 | 72 - 68*  |          |
| B2     | IMOS-Gambrinus Brno     | 0 – 2 | SCP Ružomberok             | A3     | 59* - 87 | 57 - 63*  |          |

### Final Four
Le Final Four se déroule à Larissa (Grèce) et voit s'affronter les quatre vainqueurs des quarts de finale.

#### Tableau
|  | Demi-finales               | Demi-finales               | Demi-finales         | Demi-finales         |                               |                    | Finale                | Finale                | Finale                | Finale                |
|  |                            |                            |                      |                      |                               |                    |                       |                       |                       |                       |
|  | 8 avril 1997 à 16h00       | 8 avril 1997 à 16h00       | 8 avril 1997 à 16h00 | 8 avril 1997 à 16h00 |                               |                    | 10 avril 1997 à 18h15 | 10 avril 1997 à 18h15 | 10 avril 1997 à 18h15 | 10 avril 1997 à 18h15 |
|  | GoldZack Wuppertal         | GoldZack Wuppertal         | 87                   | 87                   |                               |                    | 10 avril 1997 à 18h15 | 10 avril 1997 à 18h15 | 10 avril 1997 à 18h15 | 10 avril 1997 à 18h15 |
|  | GoldZack Wuppertal         | GoldZack Wuppertal         | 87                   | 87                   |                               |                    | 10 avril 1997 à 18h15 | 10 avril 1997 à 18h15 | 10 avril 1997 à 18h15 | 10 avril 1997 à 18h15 |
|  | SCP Ružomberok             | SCP Ružomberok             | 66                   | 66                   |                               |                    | 10 avril 1997 à 18h15 | 10 avril 1997 à 18h15 | 10 avril 1997 à 18h15 | 10 avril 1997 à 18h15 |
|  | SCP Ružomberok             | SCP Ružomberok             | 66                   | 66                   | GoldZack Wuppertal            | GoldZack Wuppertal | 52                    | 52                    |                       |                       |
|  | 8 avril 1997 à 18h15       |                            |                      |                      | GoldZack Wuppertal            | GoldZack Wuppertal | 52                    | 52                    |                       |                       |
|  |                            |                            | CJM Bourges Basket   | CJM Bourges Basket   | 71                            | 71                 |                       |                       |                       |                       |
|  | Società Ginnastica Comense | Società Ginnastica Comense | CJM Bourges Basket   | CJM Bourges Basket   | 71                            | 71                 | 58                    | 58                    |                       |                       |
|  | Società Ginnastica Comense | Società Ginnastica Comense |                      |                      |                               |                    |                       | 58                    |                       |                       |
|  | CJM Bourges Basket         | CJM Bourges Basket         | 68                   | 68                   |                               |                    |                       |                       |                       |                       |
|  | CJM Bourges Basket         | CJM Bourges Basket         | 68                   | 68                   | Match pour la troisième place |                    |                       |                       |                       |                       |
|  |                            |                            |                      |                      |                               |                    |                       |                       |                       |                       |
|  | 10 avril 1997 à 16h00      |                            |                      |                      |                               |                    |                       |                       |                       |                       |
|  | SCP Ružomberok             | SCP Ružomberok             | 75                   | 75                   |                               |                    |                       |                       |                       |                       |
|  | SCP Ružomberok             | SCP Ružomberok             | 75                   | 75                   |                               |                    |                       |                       |                       |                       |
|  | Società Ginnastica Comense | Società Ginnastica Comense | 58                   | 58                   |                               |                    |                       |                       |                       |                       |
|  | Società Ginnastica Comense | Società Ginnastica Comense | 58                   | 58                   |                               |                    |                       |                       |                       |                       |

#### Finale
| 10 avril 1997 18h15 CEST | Stats | GoldZack Wuppertal                                                            | 52-71                               | CJM Bourges Basket                                                                           |  | Larissa, Grèce Affluence : 2 500 Arbitres : Wieslaw Zych, Eduardo Sancha |
| 10 avril 1997 18h15 CEST | Stats | Score par mi-temps : 25-38, 27-33                                             |                                     |                                                                                              |  | Larissa, Grèce Affluence : 2 500 Arbitres : Wieslaw Zych, Eduardo Sancha |
| 10 avril 1997 18h15 CEST | Stats | Marlies Askamp, 14 Timms et Kehrenberg, 6 Michele Timms, 3 Marlies Askamp, 11 | Points Rebonds Passes d. Évaluation | Isabelle Fijalkowski, 24 Isabelle Fijalkowski, 12 Yannick Souvré, 6 Isabelle Fijalkowski, 27 |  | Larissa, Grèce Affluence : 2 500 Arbitres : Wieslaw Zych, Eduardo Sancha |

### Vainqueur
| Vainqueur de l'Euroligue 1996-1997 CJM Bourges Basket 1re victoire |

## Statistiques

### Individuelles

#### Leaders
Les joueuses leaders statistiques en points, rebonds et passes décisives par match sont les suivantes :
| Rang | Joueuse          | Équipe        | PPM  |
| ---- | ---------------- | ------------- | ---- |
| 1    | Yolanda Griffith | Aschaffenburg | 24,7 |
| 2    | Jennifer Gillom  | Athènes       | 21,7 |
| 3    | Blanca Ares      | Getafe        | 19,9 |
| 4    | Jolanta Vilutytė | Pécs          | 19,4 |
| 5    | Ruthie Bolton    | Galatasaray   | 19,2 |

| Rang | Joueuse          | Équipe        | RPM  |
| ---- | ---------------- | ------------- | ---- |
| 1    | Yolanda Griffith | Aschaffenburg | 17,1 |
| 2    | Marlies Askamp   | Wuppertal     | 10,1 |
| 3    | D. Coleman       | Ramla         | 9,3  |
| 4    | J. Štreimikytė   | Valenciennes  | 9,2  |
| 5    | D. Yaropolova    | Kiev          | 8,8  |

| Rang | Joueuse        | Équipe       | PPM |
| ---- | -------------- | ------------ | --- |
| 1    | Michele Timms  | Wuppertal    | 5,7 |
| 2    | Audrey Sauret  | Valenciennes | 5,1 |
| 3    | Yannick Souvré | Bourges      | 4,8 |
| 4    | Limor Mizrachi | Ramla        | 4,1 |
| 5    | Romana Hamzová | Brno         | 3,9 |

#### Records
Les records statistiques en points, rebonds et passes décisives sur un match pour une joueuse sont les suivants :
| Catégorie        | Joueuse             | Équipe                     | Valeur | Match                                              |
| ---------------- | ------------------- | -------------------------- | ------ | -------------------------------------------------- |
| Points           | Vicky Bullett       | Ahena Cesena               | 48     | vs. MiZo Pécs (83-78) le 10 octobre 1996           |
| Rebonds          | Yolanda Griffith    | DJK Wildcats Aschaffenburg | 23     | vs. MiZo Pécs (98-99) le 20 novembre 1996          |
| Rebonds          | Yolanda Griffith    | DJK Wildcats Aschaffenburg | 23     | vs. Ahena Cesena (74-78) le 14 novembre 1996       |
| Passes décisives | Audrey Sauret       | US Valenciennes Olympic    | 14     | vs. Pool Getafe (88-86) le 12 février 1997         |
| Passes décisives | Teresa Weatherspoon | Societa Ginnastica Comense | 14     | vs. US Valenciennes Olympic (74-82) le 6 mars 1997 |

A noter que l'américaine Yolanda Griffith possède les sept meilleures performances de la compétition au rebond avec sept matches à 20 rebonds ou plus.

### Collectives

#### Leaders
Les équipes leaders statistiques en points, rebonds et passes décisives par match sont les suivantes :
| Catégorie        | Équipe                     | Moy. | MJ | Total |
| ---------------- | -------------------------- | ---- | -- | ----- |
| Points           | Pool Getafe                | 82,9 | 16 | 1327  |
| Rebonds          | DJK Wildcats Aschaffenburg | 33,4 | 13 | 434   |
| Passes décisives | US Valenciennes Olympic    | 16,2 | 17 | 276   |

#### Records
Les records statistiques en points, rebonds et passes décisives sur un match pour une équipe sont les suivants :
| Catégorie        | Équipe                  | Valeur | Match                                        |
| ---------------- | ----------------------- | ------ | -------------------------------------------- |
| Points           | Sporting Flash Athènes  | 109    | vs. Dynamo Kiev (109-57) le 10 octobre 1996  |
| Rebonds          | Galatasaray Istanbul    | 55     | vs. Ahena Cesena (68-46) le 5 décembre 1996  |
| Passes décisives | US Valenciennes Olympic | 35     | vs. Ahena Cesena (105-63) le 23 janvier 1997 |